# Muscari hermonense
Muscari hermonense är en sparrisväxtart som beskrevs av Pierfelice Ravenna. Muscari hermonense ingår i släktet pärlhyacinter, och familjen sparrisväxter. Inga underarter finns listade i Catalogue of Life.